# Питерс, Вернер
Вернер Питерс (африк. Werner Pieterse, родился 3 ноября 1981 года в Претории) — российский регбист южноафриканского происхождения, выступавший на позиции флай-хава и центра. По состоянию на 26 августа 2018 года — один из 17 игроков, оформлявших хет-трики по попыткам за сборные, но единственный игрок, сделавший это дважды за свою карьеру.

## Биография
По некоторым данным, его бабушка была русской. Окончил Африканерскую высшую юношескую школу, играл за ряд французских клубов. С 1993 по 2001 годы играл за команду Северного Трансвааля «Блю Буллз» в Кубке Карри. В 2002 году Питерс перешёл в российский клуб «Красный Яр», с которым стал серебряным призёром чемпионата России: сыграл минимум в трёх встречах, набрав 21 очко (два дроп-гола в матчах против клубов «Енисей-СТМ» и «ВВА-Подмосковье», шесть реализаций и один штрафной в игре против «Пензы»).
В сборной России в 2002 году сыграл 7 матчей. 7 апреля 2002 года состоялся его дебют в игре против Португалии в Лозане (победа 18:13), прошедшей в рамках чемпионата Европы 2001/2002 в дивизионе A (итоговое 3-е место сборной России). 5 мая в игре отборочного турнира к чемпионату мира 2003 года Питерс набрал первые очки, занеся попытку в матче против Чехии (победа 37:18); 19 мая сыграл против Японии (поражение 19:59), а 1 июня в игре против Нидерландов оформил исторический хет-трик по попыткам за сборную России, отметившись также двумя реализациями, штрафным и дроп-голом (победа 65:3). В игре 24 сентября против Ирландии (поражение 3:35) он забил на 77-й минуте штрафной, а через 2 минуты получил жёлтую карточку.
27 октября и 24 ноября он сыграл два последних матча за сборную России против Испании: в первом россияне победили 36:3, а Вернер снова оформил второй хет-трик по попыткам. В ответной встрече испанцы победил 38:22, но по сумме двух встреч (58:41) россияне вышли в следующий раунд, а Питерс оформил попытку и дроп-гол. Тем не менее испанцы потребовали опротестовать результаты встреч, заявив, что доказательств наличия русских корней у Вернера Питерса, равно как и у других южноафриканских легионеров — Райнера Фольшенка и Йохана Денрикса — нет. Федерация регби России не смогла представить доказательства наличия корней или иные обстоятельства, допускающие участие Питерса в матчах за сборную России, и в итоге Россию дисквалифицировали, лишив права играть стыковые матчи против Туниса, наказав штрафом в 75 тысяч фунтов стерлингов (по 25 тысяч фунтов на каждого из трёх южноафриканцев). Всего он сыграл 7 матчей за сборную России, выйдя в стартовом составе 6 раз и один раз на замену, набрав 58 очков (8 попыток, 3 реализации, 2 штрафных и 2 дроп-гола).
В 2004 году числился в составе клуба «Грикуас» в Кубке Карри. В 2009 году участвовал в кубке Varsity за команду TUT (Технологический университет Тсване), будучи её капитаном.